# 1944년-1945년 베트남 기근

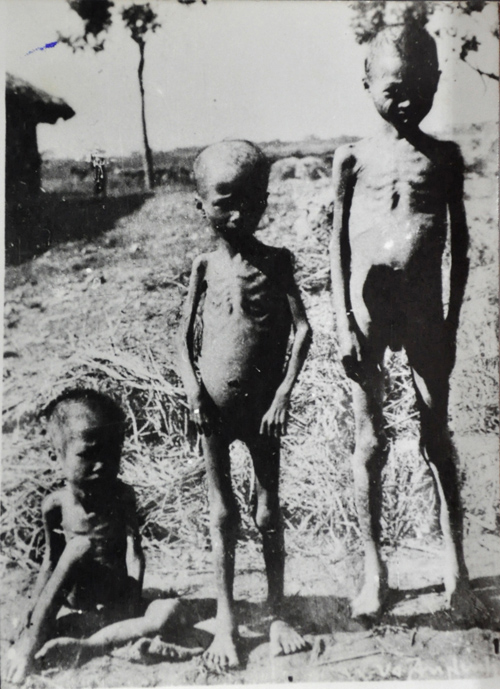
기근 속의 아이들.

1944년-1945년 베트남 기근(베트남어: Nạn đói Ất Dậu)은 1944년부터 1945년까지 일본 제국 하 프랑스령 인도차이나의 북부 베트남에서 일어난 기근이다. 이 기간 동안 40만 명에서 200만 명 사이의 사람들이 굶어 죽은 것으로 추산됩니다.

## 원인

### 프랑스 식민 통치
대공황 이후 프랑스는 보호경제 정책으로 회귀하여 프랑스령 인도차이나의 천연자원 착취를 독점했다. 프랑스령 인도차이나에서는 저소득 농작물 대신 고소득 농작물이 재배됐지만 경제적 이익은 프랑스인, 호아족, 그리고 베트남인 극히 일부에게만 돌아갔을 뿐이다.

### 제2차 세계 대전

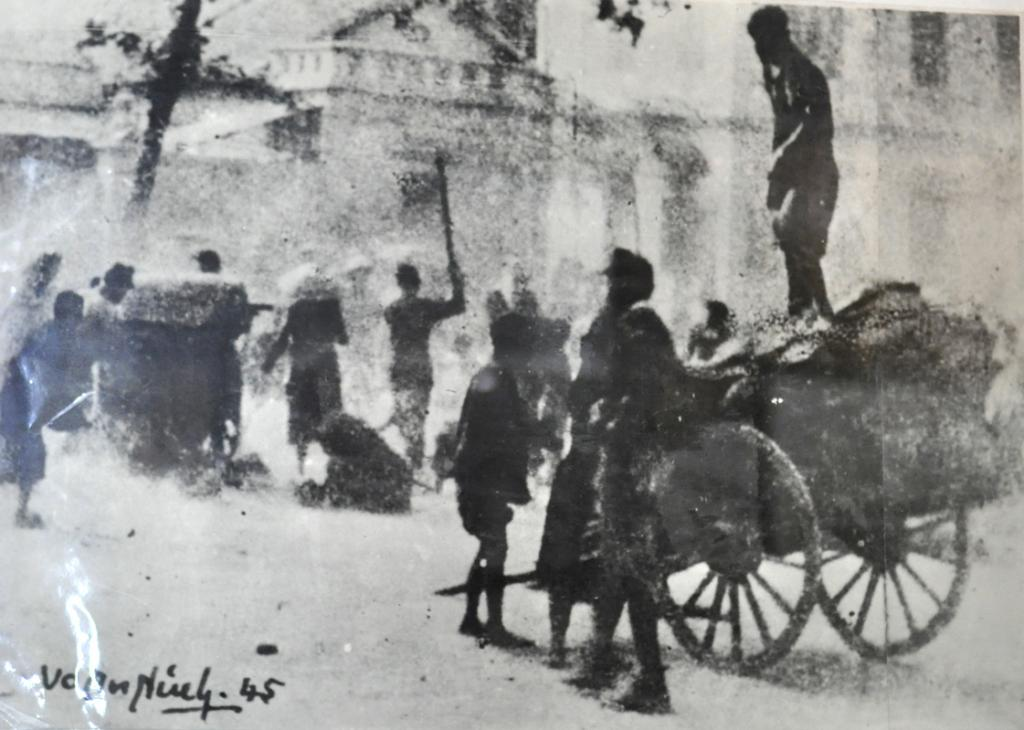
1945년 일본 점령 기간 동안 일본군이 건설한 쌀 창고를 공격하는 베트남 마을 사람들.

일본은 프랑스령 인도차이나를 동남아시아로 침략할 발판이자 중화민국을 약화시킬 지역으로 간주했다. 1940년 중반 프랑스 본토가 나치 독일에 함락됐다. 나치 독일과 같은 추축국이었던 일본은 9월에 프랑스와 프랑스령 인도차이나를 압박했다. 베트남에서는 전시 경제가 가동됐고 프랑스와 일본은 행정력을 경쟁적으로 뻗쳤는데, 주로 일본이 우위에 있었다. 일본군은 쌀 대신 황마포 재배를 강요하고 식량을 수탈했다. 이는 프랑스의 종전 정책을 확대한 것이었다. 옥수수와 감자 같은 주곡을 재배하는 농지는 목화, 황마포 재배 및 공장 지대 조성을 위한 토지로 바뀜에 따라 그 면적이 줄었다. 주곡을 재배하는 토지가 줄어들었기 때문에 수확이 급격히 줄었다. 농작물은 또한 일본으로 수탈됐다.
비시 프랑스군과 일본군은 군용으로 사용하기 위해 농민들로부터 농작물을 수탈했다. 1941년 프랑스령 인도차이나에 주둔한 일본군은 14만 명이었다. 점령기에 연합국은 도로, 창고, 수송 수단을 빈번하게 공습했고 이로 인해 남부로부터 북부로의 쌀 운송이 아주 어려워졌다. 비시 프랑스 측 정부는 아주 부패했고, 행정력을 잘 가동하지 못했으며, 남은 식량을 분배할 수 없었다.
1945년 3월 일본은 메이고 작전을 일으켜 비시 프랑스 세력을 몰아내고 쩐쫑낌을 수장으로 하는 괴뢰국인 베트남 제국을 세웠다. 신생 정부가 기근 사태를 완화하기 위해 노력했지만 부적절한 식량 공급과 일본군에 의한 식량 비축으로 인해 소용 없이 되었다.

### 자연 재해
베트남 북부에서는 가뭄과 해충 때문에 1944년의 겨울-봄 수확이 20% 줄었고 수확기에 발생한 홍수가 기근의 한 원인이 됐는데, 이로 인해 1945년까지 기근이 이어졌다.

## 같이 보기
- 1943년 벵골 기근
- 1944년-1945년 네덜란드 기근
- 그리스 대기근
- 홀로도모르
- 허난 대기근